# Fissidens pygmaeus
Fissidens pygmaeus är en bladmossart som beskrevs av Hornschuch 1841. Fissidens pygmaeus ingår i släktet fickmossor, och familjen Fissidentaceae. Inga underarter finns listade i Catalogue of Life.